# Trans-Love Energies
Albums de Death in Vegas
Satan's Circus
(2004)
Trans-Love Energies est le cinquième album du groupe britannique d'electronica Death in Vegas. Il est sorti le 26 septembre 2011 sur le label Portobello. Le titre de l'album est un hommage à une communauté des années 1960 du Michigan

## Liste des titres
| Trans-Love Energies | Trans-Love Energies | Trans-Love Energies         | Trans-Love Energies | Trans-Love Energies | Trans-Love Energies | Trans-Love Energies | Trans-Love Energies | Trans-Love Energies | Trans-Love Energies |
| No                  | Titre               | Auteur                      | Durée               |                     |                     |                     |                     |                     |                     |
| ------------------- | ------------------- | --------------------------- | ------------------- | ------------------- | ------------------- | ------------------- | ------------------- | ------------------- | ------------------- |
| 1.                  | Silver Time Machine | Richard Fearless            | 5:09                |                     |                     |                     |                     |                     |                     |
| 2.                  | Black Hole          | Fearless                    | 4:54                |                     |                     |                     |                     |                     |                     |
| 3.                  | You Lost My Acid    | Fearless et Katie Stelmanis | 7:31                |                     |                     |                     |                     |                     |                     |
| 4.                  | Medication          | Fearless                    | 5:06                |                     |                     |                     |                     |                     |                     |
| 5.                  | Coum                | Fearless                    | 4:41                |                     |                     |                     |                     |                     |                     |
| 6.                  | Witchdance          | Fearless et Stelmanis       | 4:42                |                     |                     |                     |                     |                     |                     |
| 7.                  | Scissors            | Fearless                    | 4:50                |                     |                     |                     |                     |                     |                     |
| 8.                  | Drone Reich         | Fearless                    | 4:26                |                     |                     |                     |                     |                     |                     |
| 9.                  | Lightning Bolt      | Fearless                    | 5:57                |                     |                     |                     |                     |                     |                     |
| 10.                 | Savage Love         | Fearless                    | 6:58                |                     |                     |                     |                     |                     |                     |
| 54:09               |                     |                             |                     |                     |                     |                     |                     |                     |                     |

| Édition limitée (CD bonus) | Édition limitée (CD bonus)                      | Édition limitée (CD bonus) | Édition limitée (CD bonus) | Édition limitée (CD bonus) | Édition limitée (CD bonus) | Édition limitée (CD bonus) | Édition limitée (CD bonus) | Édition limitée (CD bonus) | Édition limitée (CD bonus) |
| No                         | Titre                                           | Auteur                     | Durée                      |                            |                            |                            |                            |                            |                            |
| -------------------------- | ----------------------------------------------- | -------------------------- | -------------------------- | -------------------------- | -------------------------- | -------------------------- | -------------------------- | -------------------------- | -------------------------- |
| 1.                         | You Lost My Acid (Fearless' Trans-House Mix)    | Fearless et Stelmanis      | 5:06                       |                            |                            |                            |                            |                            |                            |
| 2.                         | Medication (Fearless' Nightcrawler Mix)         | Fearless                   | 7:00                       |                            |                            |                            |                            |                            |                            |
| 3.                         | I.W.Y.L.A.                                      | Fearless                   | 3:56                       |                            |                            |                            |                            |                            |                            |
| 4.                         | Fur 74                                          | Fearless                   | 5:47                       |                            |                            |                            |                            |                            |                            |
| 5.                         | Heroes                                          | Fearless                   | 5:17                       |                            |                            |                            |                            |                            |                            |
| 6.                         | Coum (Instrumental)                             | Fearless                   | 4:46                       |                            |                            |                            |                            |                            |                            |
| 7.                         | Lightning Bolt (Instrumental)                   | Fearless                   | 6:01                       |                            |                            |                            |                            |                            |                            |
| 8.                         | Come Ride With Me                               | Fearless                   | 4:26                       |                            |                            |                            |                            |                            |                            |
| 9.                         | Enforced Peace (Fearless' Michigan Militia Mix) | Fearless                   | 5:05                       |                            |                            |                            |                            |                            |                            |
| 10.                        | Moe Tucker                                      | Fearless                   | 6:46                       |                            |                            |                            |                            |                            |                            |
| 54:02                      |                                                 |                            |                            |                            |                            |                            |                            |                            |                            |

## Classement par pays
| Pays        | Classement |
| ----------- | ---------- |
| France      | 141        |
| Royaume-Uni | 57         |